# Skellefteå
Skellefteå ([ɧɛˈlɛftə]ⓘ) es una localidad en el norte de Suecia, capital del municipio homónimo, en la provincia de Västerbotten. Posee una población de 32 772 habitantes, según el censo del 2010. En el dialecto local la «å» del nombre se omite, y se pronuncia Skellefte.
El río Skellefte (Skellefte älv) atraviesa la ciudad 15 kilómetros antes de su desembocadura en el golfo de Botnia (mar Báltico). 
Las primeras referencias históricas a Skellefteå se estiman en torno al año 1000, cuando se considera que la ciudad fue habitada por grupos de origen sami y finlandeses de Laponia. El centro de la ciudad actual se fundó en 1845, lo que la convierte en una de las ciudades más recientes de Norrland. Hoy en día la economía de Skellefteå se basa fundamentalmente en la industria y la minería del oro, lo que la llevó a ser apodada como la «ciudad del oro».
Skellefteå dispone de aeropuerto, conocido localmente como «aeropuerto de Falmark» por el pueblo que se encuentra junto a él, situado a unos 15 kilómetros del centro de la ciudad hacia el sur.

## Historia
Los signos de vida humana en el área de Skellefteå se remontan a miles de años atrás. Las reliquias del pasado antiguo encontrado en Skellefteå incluyen un par de cielos que datan de 3623-3110 a. C., según estudios con carbono-14. Hasta ahora, los arqueólogos han descubierto que algunas personas vivían en la zona desde el año 6000 a. C.
Los historiadores creen que el área de Skellefteå ha sido habitada de forma continua desde al menos alrededor el año 1000 d .C., por los pueblos sami y finlandeses, que en esta parte de Fenoscandia se conocían como kven. Muchos historiadores creen que el área de Skellefteå pudo haber sido parte de una tierra primigenia llamada Kvenland, que se discute en varios relatos históricos.
Por ejemplo, en 1157, en su crónica geográfica Leiðarvísir og borgarskipan, el abad islandés Nikulás Bergsson describe las tierras cercanas a Noruega de la siguiente forma: «Más cerca de Dinamarca está Suecia (Svíþjóð), y Öland (Eyland), luego está Gotland; luego Hälsingland (Helsingaland), luego Värmland (Vermaland); luego dos Kvenlands (Kvenlönd), y se extienden al norte de Bjarmia (Bjarmalandi )». El área del río Skellefte (Helettijoki, en finlandés) fue hasta finales de la Edad Media un territorio que servía de frontera lingüística, al norte del cual estaba habitada por los que hablaban las lenguas ugrofinesas (finlandés y sami), mientras que al sur vivían los Helsinglanders, que hablaban sueco. El nombre Skellefteå parece haber sido escrito como Skelepht en 1327.[cita requerida] El origen del nombre sigue siendo desconocido. A partir del siglo XIV se trató de cristianizar a Skellefteå. Sin embargo, la mayor parte de Norrland no fue cristianizada hasta varios cientos de años después del resto de Suecia, y muchas áreas del norte como Skellefteå permanecieron sin explorar hasta mucho después de la Edad Media. A finales del siglo XVII, el pueblo indígena sami del norte de Suecia se fue convirtiendo al cristianismo, en parte debido a los esfuerzos de conversión realizados por Mathias Steuchius. El creciente interés despertado por Skellefteå y sus alrededores se debió a la pesca del salmón. La creciente demanda de pescado fue provocada por una aplicación más estricta de la abstinencia de comer carne durante la Cuaresma por la Iglesia católica, por lo que fue sustituida por la carne de pescado.